# Alfa-amanitin
Alfa-amanitin ili α-amanitin je ciklički ne ribosomski peptid od osam aminokiselina. Mogući je nejsmrtonosniji toksin od svih amatoksina iz čije skupine dolazi pronađen u nekoliko članova roda gljive Amanita među kojima je i Amanita phalloides (Zelena pupavka). Pronađena je i u gljivama Galerina autumnalis i Conocybea filaris.

## Struktura
Struktura je atipična za većinu polipeptida zbog grananja aminokiselinskih lanaca. Dvije izmijenjene aminokiseline (triptofan i cistein) omogućavaju tvorbu unutrašnje petlje kao što se vidi na dijagramu. Vanjska petlja je formirana od normalnih peptidnih veza.

## Toksičnost
LD50 vrijednost oralno iznosti otprilike 0.1 mg/kg.

## Uporaba
Zbog mehanizma koji ga čini smrtonosnim toksinom, koristi se kao inhibitor RNA polimeraze II.
Alfa-amanitin može također biti korišten za utvrđivanje koja RNA polimeraza je prisutna. To se radi testiranje osjetiljivosti polimeraze u prisutnosti alfa-amanitina. RNA polimeraza I je neosjetljiva, RNA polimeraza II je visoko osjetljiva i RNA polimeraza III je malo do srednje osjetljiva.

## Simptomi trovanja
Nakon konzumacija, alfa-amanitin se odmah veže za RNA-polimerazu II uzrokujući citolizu (rastvaranje stanica) hepatocita (stanice jetre). Utjecaj se počinje primijećivati nakon 10 sati od konzumacije, a moguće je i nakon 24 sata; što trovanje alfa-amanitinom čini vrlo opasnim jer do tada je ispumpavanje želudca već uzaludno kao i neke druge metode. Prvi znaci su proljev i grčevi, ipak oni prolaze dajući lažan signal da je sve u redu. Obično 4. ili 5. dana toksin počinje ozbiljno oštećivati jetru i bubrege dovodeći ih do otkazivanja. Nakon tjedan dana nastupa smrt.
Otprilike 15% otrovanih osoba umrijet će za otprilike 10 dana. Oni koji se oporave su u riziku od trajnog oštećenja jetre i najčešće zahtijevaju transplantaciju jetre. 